# Бейкън (окръг, Джорджия)
Вижте пояснителната страница за други значения на Бейкън.
Окръг Бейкън (на английски: Bacon County) е окръг в щата Джорджия, Съединени американски щати. Площта му е 741 km², а населението – 10 482 души. Административен център е град Алма.

## История
Окръг Бейкън е основан през 1914 г.

## География
Окръгът заема площ от 741 km².

## Демография
Съгласно Бюрото за преброяване на населението на САЩ, в окръг Бейкън през 2000 г. живеят 10 103 жители. Плътността на населението е 13,7 души на km².